# Mark Mancina
Mark Mancina (ur. 9 marca 1957 w Santa Monica) – amerykański kompozytor filmowy. Stworzył muzykę m.in. do Króla lwa (wraz z Hansem Zimmerem), Tarzana (z Philem Collinsem) i Twistera.

## Filmografia
- Vaiana: Skarb oceanu (2016)
- Strzelec (2007)
- Blood+ (2005)
- Obłąkana miłość (2005)
- Nawiedzony dwór (2003)
- Mój brat niedźwiedź (2003)
- Dzień próby (2001)
- Tarzan (1999)
- Speed 2: Wyścig z czasem (1997)
- Con Air – lot skazańców (1997)
- Twister (1996)
- Bad Boys (1995)
- Zabójcy (1995)
- Speed: Niebezpieczna prędkość (1994)
- Pan Domu (1995)